# Lekkoatletyka na Letnich Igrzyskach Olimpijskich 1920 – rzut ciężarem mężczyzn
Rzut ciężarem mężczyzn był jedną z konkurencji lekkoatletycznych na Letnich Igrzyskach Olimpijskich 1920. Zawody odbyły się w dniach 20-21 sierpnia. W zawodach uczestniczyło 12 zawodników z 4 państw.

## Rekordy
| Rekord olimpijski | 10,46 m | Étienne Desmarteau | Saint Louis (USA) | 1 sierpnia 1904 |

## Wyniki

### Kwalifikacje
Do finału awansowało sześciu najlepszych zawodników.
| Miejsce | Zawodnik         | Wynik  | Kwal. |
| ------- | ---------------- | ------ | ----- |
| 1       | Patrick McDonald | 11,00  | Q     |
| 2       | Patrick Ryan     | 10,925 | Q     |
| 3       | Carl Johan Lind  | 10,255 | Q     |
| 4       | Archie McDiarmid | 9,475  | Q     |
| 5       | Malcolm Svensson | 9,45   | Q     |
| 6       | Johan Pettersson | 9,375  | Q     |
| 7       | Edward Roberts   | 9,36   |       |
| 8       | Elmer Niklander  | 8,865  |       |
| 9       | Ville Pörhölä    | 8,85   |       |
| 10      | James McEachern  | 8,84   |       |
| 11      | Nils Linde       | 8,635  |       |
| 12      | Robert Olsson    | 8,555  |       |

### Finał
| Miejsce | Zawodnik         | Wynik     |
| ------- | ---------------- | --------- |
| 1       | Patrick McDonald | 11,265 OR |
| 2       | Patrick Ryan     | 10,965    |
| 3       | Carl Johan Lind  | 10,255    |
| 4       | Archie McDiarmid | 10,12     |
| 5       | Malcolm Svensson | 9,455     |
| 6       | Johan Pettersson | 9,375     |